# Кольматаж (Гидрогеология)
Кольмата́ж (фр. colmatage, от итал. colmata — наполнение, насыпь) — засорение, естественная цементация фильтров скважин, и обсадных труб.
Термин кольматаж используется для объяснения причин снижения фильтрационных характеристик водовмещающих пород и фильтрующих элементов водозаборных сооружений. В зарубежной литературе термин «кольматация» применяется для обозначения процесса механического осаждения частиц в поровом пространстве, а для обозначения химического осаждения различных минеральных соединений используется термин инкрустация (от англ. incrustation — образование корки, кора, плотное отложение). Эффективность работы фильтров водозаборных скважин значительно зависит от кольматационно-суффозионных процессов на контактах каркас фильтра — порода, гравийная обсыпка — порода и каркас фильтра — гравийная обсыпка. В ходе эксплуатации скважин в большинстве случаев наблюдается снижение их производительности, обусловленное отложением в отверстиях фильтров, порах гравийной обсыпки и водоносных породах осадков физико-химического и биологического происхождения.
Сущность этих процессов необходимо знать как для разработки методов подбора и расчета фильтров, так и для формулирования рекомендаций по поддержанию стабильного дебита скважин во времени за счет применения комплекса профилактических мер и ремонтных работ.
Прямым следствием кольматажа является увеличение скоростей фильтрации, рост входных гидравлических сопротивлений и снижение притока воды к скважине. Процесс кольматообразования протекает на различных этапах работы водозаборных сооружений, в разнообразных геологических и гидрогеологических условиях, а его интенсивность и характер изменяются во времени и пространстве.
Различают три вида кольматажа:
- механический
- биологический
- химический.